# Wang Xuanxuan
Wang Xuanxuan (chiń. 王玄玄; ur. 26 stycznia 1990) – chiński bokser, brązowy medalista mistrzostw świata. 
Występuje na ringu w wadze ciężkiej. W 2011 roku podczas mistrzostw świata amatorów w Baku zdobył brązowy medal w kategorii do 91 kg.